# گوفردو استابلینی
گوفردو استابلینی (انگلیسی: Goffredo Stabellini; ۸ ژوئیهٔ ۱۹۲۵ – ۲۳ نوامبر ۲۰۱۲ (۸۷ سال)) بازیکن فوتبال اهل ایتالیا بود.
از باشگاه‌هایی که در آن بازی کرده‌است می‌توان به باشگاه فوتبال لچه، باشگاه فوتبال آ.اس. رم، و باشگاه فوتبال پارما اشاره کرد.